# Øster Å
Øster Å (også Østenå, tysk Ostenau) er en cirka 22 kilometer lang biflod til Arlåen i det vestlige Sydslesvig i Nordtyskland. Åen dannes ved sammenløb af flere mindre vandløb ca. 4 km nordøst for Lyngsted, passerer landsbyen Trelstrup og udmunder ved Bomsted og Almtorp (Almtrup) i Arlåen. Den danner på en strækning sogneskel mellem Joldelund og Fjolde Sogn. 
Åens navn er første gang dokumenteret 1512. Den har (af beboerne i Lyngsted) fået navn efter landsbyen Østerå (i dag i Lyngsted Kommune, Fjolde Sogn). Landsbyen selv har fået navn efter dens beliggenhed øst for åen. Åen skrives også Østenå, omdannet fra Østerå under påvirkning af landsbynavnet Østenå i Fjolde Sogn.
Til åen knytter sig folkesagnet (Pugmøllevej) om en planlagt vandmølle mellem Lyngsted og Kolkhede (Kolkærhede), som ikke blev til noget, efter at Nis Pug viste sig flere gange. Stedet ved Kolkhede kom senere til at omtales som Pugmølle.